# 劉士弘
劉士弘（5世紀—479年），彭城郡彭城縣人，南朝宋晉平剌王劉休祐第三子，鄱陽哀王劉休業繼子。

## 生平
大明六年十月丁巳（462年11月17日），劉士弘出繼鄱陽哀王劉休業，襲封鄱陽郡王。
泰始七年（471年），晉平王劉休祐被追免為庶人，劉士弘也因此被削爵還本，封國也被削除，與兄弟徙往晉平郡。元徽元年（473年），劉士弘兄弟返回京邑。昇明三年（479年），劉士弘兄弟以謀反之罪被賜死。